# Lomas de Santa Anita
Lomas de Santa Anita es una localidad del estado mexicano de Jalisco. Es parte del municipio de Tlajomulco de Zúñiga.

## Demografía
| Censo | Población |
| ----- | --------- |
| 2000  | 228       |
| 2010  | 736       |
| 2020  | 1 061     |